# Complejo Patriotas
El Complejo Patriotas (también llamado Estadio Próceres de Mayo) es un estadio de fútbol de Paraguay ubicado en la ciudad de Hernandarias, Departamento de Alto Paraná. Cuenta con una capacidad para 3000 espectadores y es propiedad del Patriotas Fútbol Club, de tercera división, que juega de local en el dicho recinto deportivo.
El predio ocasionalmente es utilizado por otros equipos de la Liga Hernandariense de Fútbol (equivalente a la cuarta división), así como para algunos eventos sociales de la ciudad.
El estadio cuenta con una segunda cancha auxiliar para entrenamientos y se encuentra ubicado a 3 km al sur del centro urbano de Hernandarias y a 2 km de la ruta PY07 (ex Supercarretera), en la zona cerca del río Acaray.

## Historia
En 2021 el estadio contaba inicialmente con una capacidad para 2.000 personas, hasta que en el año 2023 comenzó una pequeña remodelación que finalizó el 9 de abril de 2024, dicha remodelación consistió en ampliar la capacidad de sus graderías a 3.000 espectadores, así como una gran mejora de la iluminación y la infraestructura del sitio en general.